# Episodi di Strega per sempre (prima stagione)
La prima stagione della serie televisiva colombiana Strega per sempre (Siempre bruja), composta da 10 episodi, è stata pubblicata su Netflix il 1º febbraio 2019.
| n° | Titolo originale              | Titolo italiano                  | Pubblicazione    |
| -- | ----------------------------- | -------------------------------- | ---------------- |
| 1  | Un salto en el tiempo         | Un salto nel tempo               | 1º febbraio 2019 |
| 2  | Una bruja universitaria       | Una strega universitaria         | 1º febbraio 2019 |
| 3  | Ouija                         | Ouija                            | 1º febbraio 2019 |
| 4  | Sombra robada, bruja olvidada | Ombra rubata, strega dimenticata | 1º febbraio 2019 |
| 5  | La fiesta de la candela       | La festa della Candelaria        | 1º febbraio 2019 |
| 6  | El ritual del olvido          | Il rito dell'oblio               | 1º febbraio 2019 |
| 7  | Lucien                        | Lucien                           | 1º febbraio 2019 |
| 8  | 1646                          | 1646                             | 1º febbraio 2019 |
| 9  | Portal del tiempo             | Il portale del tempo             | 1º febbraio 2019 |
| 10 | Trampa para animales          | La trappola                      | 1º febbraio 2019 |

## Un salto nel tempo
- Titolo originale: Un salto en el tiempo
- Diretto da: Liliana Bocanegra
- Scritto da: Isidora Chacón e Ana María Parra

1646, Cartagena de Indias (Colombia). Carmen Eguiluz è una giovane strega mulatta che viene catturata per essere venduta come schiava. La ragazza viene presa da Cristóbal, figlio del proprietario terriero Fernando Aranoa: i due si innamorano e iniziano una relazione romantica. Quando Isabel, madre di Cristóbal, scopre la relazione tra il figlio e Carmen, accusa quest'ultima di averlo stregato e la fa condannare al rogo. Cristóbal si oppone e dichiara di voler morire insieme a Carmen, ma suo padre gli spara uccidendolo. In prigione, Carmen stringe un patto con il mago Aldemar l'Immortale: la ragazza dovrà viaggiare nel futuro, nel 2019, per consegnare una pietra a una donna chiamata Ninibe, e poi tornerà immediatamente nel 1646 per salvare la vita dell'amato Cristóbal. Durante il rogo, Carmen pronuncia l'incantesimo di Aldemar e si teletrasporta nel 2019.
La giovane viene ricoverata in ospedale dove, a causa delle ustioni ai piedi, viene considerata una superstite del Killer del Fuoco, ma fugge dopo aver causato un black out e la polizia si mette sulle sue tracce. Carmen raggiunge quella che era la casa in cui viveva con altre schiave, ora divenuta una locanda gestita da Adelaida la quale, saputo che cerca una certa Ninibe, la indirizza alla Facoltà di Biologia. Carmen consegna a Ninibe, docente di botanica, la pietra di Aldemar: la ragazza ammette di sapere che con l'incantesimo avrebbe potuto evocare Lucien, antico e potente nemico delle streghe, al che Ninibe le dice che il suo potere è ancora modesto per Lucien, che fiuta il potere delle streghe a distanza, ma le consiglia comunque di non farsi trovare prima che possa nuovamente viaggiare nel tempo, perché se dovesse rifiutarsi di compiere azioni malvagie per lui verrà ridotta in cenere come già è successo a molte altre di loro. Ninibe le assicura che finché rimarrà con lei la proteggerà. Mentre Ninibe, rimasta sola, telefona a un'altra strega, viene aggredita da una nube scura; Carmen avverte il pericolo, ma mentre corre a vedere cos'è accaduto viene fermata dagli agenti di polizia.

## Una strega universitaria
- Titolo originale: Una bruja universitaria
- Diretto da: Liliana Bocanegra
- Scritto da: Ana María Parra e Diego Vivanco

Carmen è sospettata per la sparizione di Ninibe, dato che dalle telecamere di videosorveglianza risulta essere l'ultima persona con cui ha parlato, ma viene rilasciata quando mostra all'agente Pablo i piedi, che aveva guarito con la magia, facendogli credere di non essere la stessa ragazza vista all'ospedale. Di sera, alloggiando in quella che era la sua vecchia camera, Carmen prova con un incantesimo a comunicare con Aldemar, senza riuscirci; tuttavia, mentre dorme, il suo corpo levita e la scena viene filmata dall'incredulo Jhony Ki, nipote di Adelaida.
Il giorno dopo Carmen decide di osservare la studentessa Alicia, che crede essere la strega di cui le aveva parlato Ninibe (e che è stata interrogata alla centrale dopo di lei), per capire da che parte sta. Per non dare troppo nell'occhio finge di essere una nuova studentessa di biologia, e la prima lezione a cui assiste viene tenuta da Esteban, sostituto di Ninibe, che Carmen aveva già incontrato alla locanda. Carmen esce con Alicia e i suoi amici Daniel, Mayte e León alla festa di inizio anno universitario; qui, dopo aver visto da lontano Esteban discutere con Alicia riguardo alla preoccupazione nutrita da Ninibe nei suoi confronti, Carmen prova a parlarle, ma Alicia non vuole saperne e si allontana in taxi. Carmen la segue e, come lei, si introduce nella casa di Ninibe, da cui riescono a uscire prima di essere scoperte da Ximena, una collega e amica di Ninibe. All'esterno, Alicia confida a Carmen che le serviva un file dal suo computer in cui sono presenti le denunce per molestie che aveva sporto nei confronti dell'ex fidanzato Ángel, il quale aveva minacciato Alicia di rendere pubblico un loro video intimo: ha deciso quindi di inviare la cartella ad Ángel come da lui richiestole, dicendo che preferisce tornare insieme a lui piuttosto che avere la reputazione rovinata, ammettendo di aver discusso con Ninibe proprio perché si è pentita di averlo denunciato. Per aiutarla, Carmen le consegna una pozione che farà dimenticare ad Ángel la questione, dicendole di usare solo cinque gocce; nonostante ciò, il giorno seguente Alicia scopre che ha pubblicato il video nella chat dei suoi amici.
Carmen ricorda che nella visione avuta nella casa di Ninibe ha intravisto l'inconfondibile paesaggio del bosco dove si incontrava con Cristóbal e, giunta di fronte a un particolare albero, fa una macabra scoperta. Carmen ne parla con Jhony Ki, che a sua volta telefona in maniera anonima alla polizia: nel luogo indicato vengono ritrovati alcuni cadaveri carbonizzati. Nel frattempo, nel 1646, Cristóbal è sopravvissuto allo sparo e si sta riprendendo, e avverte la “presenza” di Carmen: infatti, la ragazza continua a lasciare lettere d'amore nello stesso punto in cui le lasciavano in passato. Jhony Ki mostra a Carmen il video in cui il suo corpo levita e le indica il tatuaggio di protezione sul braccio destro: ha capito che è una strega, e se non farà quello che le chiede dirà a tutti chi è veramente.

## Ouija
- Titolo originale: Ouija
- Diretto da: Liliana Bocanegra
- Scritto da: Ana María Parra e Diego Vivanco

## Ombra rubata, strega dimenticata
- Titolo originale: Sombra robada, bruja olvidada
- Diretto da:
- Scritto da:

## La festa della Candelaria
- Titolo originale: La fiesta de la candela
- Diretto da:
- Scritto da:

## Il rito dell'oblio
- Titolo originale: El ritual del olvido
- Diretto da: Mateo Stivelberg
- Scritto da:

## Lucien
- Titolo originale: Lucien
- Diretto da: Mateo Stivelberg
- Scritto da:

## 1646
- Titolo originale: 1646
- Diretto da: Mateo Stivelberg
- Scritto da:

## Il portale del tempo
- Titolo originale: Portal del tiempo
- Diretto da: Mateo Stivelberg
- Scritto da:

## La trappola
- Titolo originale: Trampa para animales
- Diretto da: Mateo Stivelberg
- Scritto da: